# Estádio 11 de Novembro
Estádio 11 de Novembro je multifunkční stadion v Luandě v Angole. Byl dokončen v roce 2010. Stadion byl používán pro fotbalové zápasy v soutěži Africký pohár národů 2010. Stadion má kapacitu pro 50 000 lidí.